# Флаг Сусанинского сельского поселения (Ленинградская область)
Флаг муниципального образования «Суса́нинское сельское поселение» Гатчинского муниципального района Ленинградской области Российской Федерации — опознавательно-правовой знак, служащий официальным символом муниципального образования.
Флаг утверждён 23 мая 2007 года и 6 июля 2007 года внесён в Государственный геральдический регистр Российской Федерации с присвоением регистрационного номера 3366.

## Описание
«Флаг муниципального образования „Сусанинское сельское поселение“ Гатчинского муниципального района Ленинградской области представляет собой прямоугольное полотнище с отношением ширины флага к длине — 2:3, воспроизводящее композицию герба муниципального образования „Сусанинское сельское поселение“ Гатчинского муниципального района Ленинградской области в голубом, белом и жёлтом цветах».
Геральдическое описание герба гласит: «В лазоревом (синем, голубом) поле три серебряные ели, средняя из которых впереди и больше, сопровождаемые вверху семью золотыми звёздами, сложенными наподобие созвездия Большой Медведицы; поверх всего — золотой крестьянин в шапке, армяке (зипуне), подпоясанный кушаком, в лаптях и онучах, держащий в левой руке такой же посох».

## Обоснование символики
Крестьянин с посохом в левой руке, сопровождаемый вверху золотым созвездием (ковшом) Большой Медведицы — олицетворение топонимики муниципального образования и посёлка. Как сказано в «Справочнике по истории административно-территориального деления Ленинградской области (1917—1969 гг.)» /Сост. Дубин А. С., Лебедева П. Г. (Л. 1969. Т. VIII. C. 3043), хранящемся в Ленинградском областном архиве в городе Выборге (ЛОГАВ), в 1917—1918 годах посёлок был переименован из Ковшовки в Сусанино, в память о подвиге народного героя, крестьянина Костромского уезда Ивана Сусанина. Тогда Ковшовка входила в состав Рождественской волости Царскосельского уезда.
Ели символизируют плодородие, обновление, а также леса.
Звёзды — вечность, мечта, надежда, устремлённость к высоким идеалам.
Жёлтый цвет (золото) — могущество, сила, постоянство, знатность, справедливость, верность, созидание, цвет солнечного света и урожая.
Белый цвет (серебро) — чистота помыслов, духовность, правдивость, невинность, благородство, откровенность, непорочность, надежда.
Голубой цвет (лазурь) — символ красоты, любви, мира (цвет чистого безоблачного неба), знания, истины, возвышенных устремлений.